# Histoire de la Loire-Atlantique
 (février 2010).
Si vous disposez d'ouvrages ou d'articles de référence ou si vous connaissez des sites web de qualité traitant du thème abordé ici, merci de compléter l'article en donnant les références utiles à sa vérifiabilité et en les liant à la section « Notes et références ».
Pour un article plus général, voir Loire-Atlantique.
L'Histoire du département de la Loire-Atlantique a débuté à la création du département.

## Création du département
| Île Dumet Nantes Ancenis Châteaubriant Guérande Le Croisic La Baule Pornichet Saint-Brevin Pornic Indre Machecoul- · Saint-Même Saint-Philbert- · de-Grand-Lieu Clisson Vallet Saint-Julien-de-Concelles Saint-Étienne- · de-Montluc Paimbœuf Savenay Saint- · Nazaire Pontchâteau Nort-sur-Erdre Blain Guémené-Penfao Nozay |

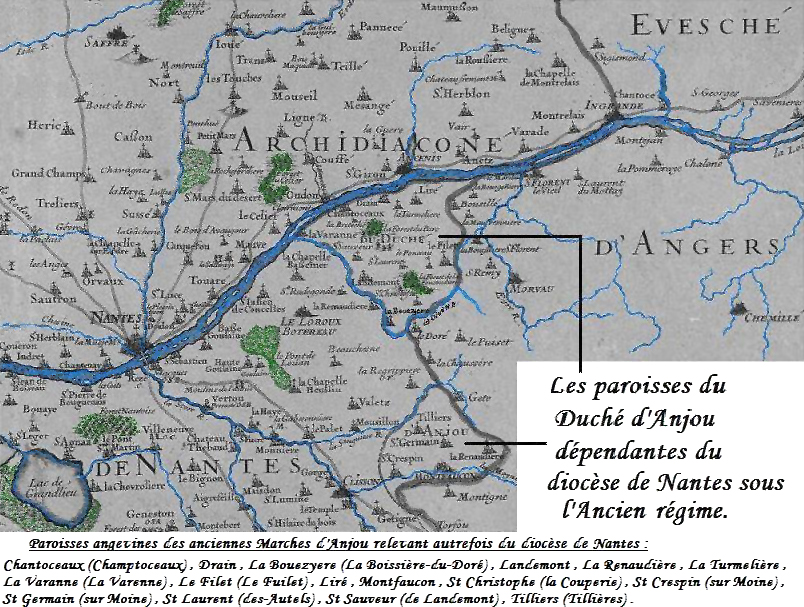
Paroisses de l'Anjou dépendantes du diocèse de Nantes sous l'Ancien régime.

La Loire-Atlantique a été créée, comme la plupart des autres départements français, à la Révolution française, le 4 mars 1790, en application de la loi du 22 décembre 1789, à partir d'une partie de la province de Bretagne, plus l'enclave angevine de La Boissière-du-Doré ainsi que la paroisse poitevine de Remouillé qui furent incorporées, bien malgré elles[réf. nécessaire], au nouveau département de la Loire-Inférieure. Le nouveau département s'appelait alors Loire-Inférieure, nom qu'il a conservé jusqu'au 9 mars 1957, date à laquelle il prit son nom actuel.
Le département reprenait la majeure partie du territoire de l'ancien évêché de Nantes, plus une petite partie du Sud de l'évêché de Rennes, vers le pays de la Mée, mais amputé d'une partie autour de Redon (détaché vers l'Ille-et-Vilaine) et du pays de Mitau (rattaché au Morbihan), au Nord-Ouest.

Le tout nouveau département de la Loire-Inférieure inclut, dans le Sud-Est de ses nouvelles limites, la paroisse de La Boissière-du-Doré, qui appartenait jusqu'au XVIIIe siècle au territoire des Mauges, partie intégrante de l'Anjou, ainsi que la paroisse poitevine de Remouillé, rattachée par erreur au département de la Loire-Inférieure.
De 1791 à 1793, les 9 districts (Ancenis, Blain, Châteaubriant, Clisson, Guérande, Machecoul, Nantes, Paimbœuf et Savenay) du département de la Loire-Inférieure fournirent quatre bataillons de volontaires nationaux et deux compagnies.
Le 9 mars 1957 : la Loire-Inférieure prend officiellement le nom de "Loire-Atlantique".

## Districts et arrondissements
En 1793, la "Loire Inférieure" fut, comme tous les départements français, divisée en districts. Le département en compta neuf dont les chefs-lieux étaient : Ancenis, Blain, Châteaubriant, Clisson, Guérande, Machecoul, Nantes, Paimbœuf et Savenay. 
Les districts furent bientôt remplacés en 1800 par de nouvelles circonscriptions administratives : les arrondissements. Cinq arrondissements furent créés dans le département : Ancenis, Châteaubriant, Nantes, Paimbœuf et Savenay.
Le coup d'État du 2 décembre 1851 de Napoléon III est largement soutenu en Loire-Atlantique, département catholique, conservateur et monarchiste ; elle fait même partie des quatre départements où aucun opposant n'est arrêté.

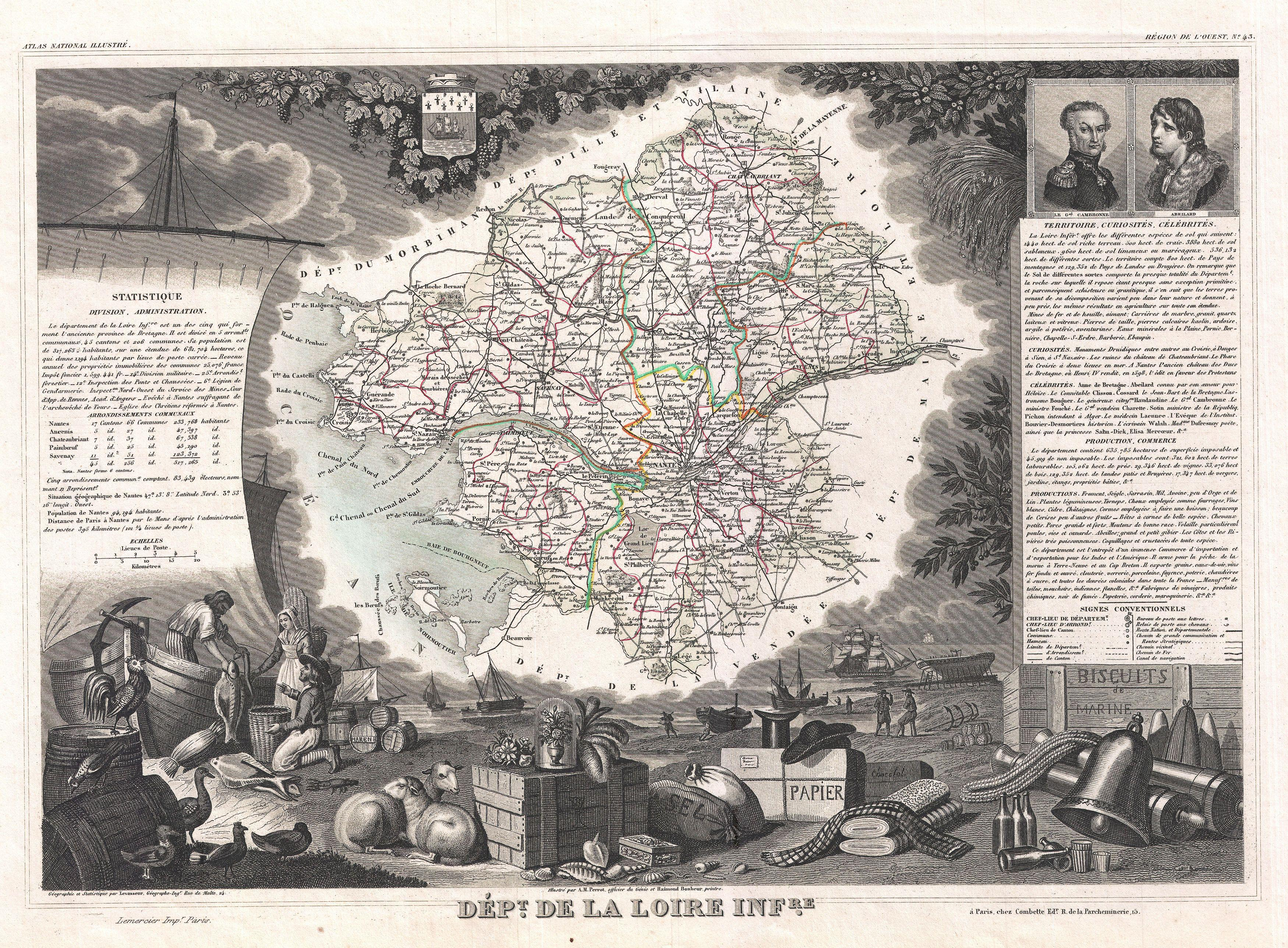
Le département de la Loire-Inférieure, en 1852

En 1868, on transféra le chef-lieu de l'arrondissement de Savenay vers Saint-Nazaire.
Puis, en 1926, les arrondissements d'Ancenis et de Paimbœuf  furent supprimés. Seul celui d'Ancenis fut rétabli en 1943, tandis que celui de Paimbœuf constitue toujours aujourd'hui la partie sud de celui de Saint-Nazaire.

## Les Pays de la Loire
Le 30 juin 1941, un décret du gouvernement de Vichy créa des régions économiques en regroupant certains départements entre eux. Au grand dam des élus du département, la Loire-Atlantique ne fut pas intégrée dans la région de Rennes (qui correspondait d'ailleurs à l'actuelle région Bretagne), mais dans celle d'Angers (dont les limites incluaient le territoire de l'actuelle région des Pays de la Loire). Les raisons de cette division ne sont pas claires, certaines sources évoquent une volonté de faciliter le ravitaillement entre Nantes et Angers, distantes de moins de 100 km et dont les voies de communication sont bien structurées, d'autres parlent d'une façon de trancher entre Rennes et Nantes qui se disputaient la préfecture d'une telle région, de la volonté de maintenir un pouvoir centralisé fort qui aurait été incompatible avec la renaissance des anciennes provinces. Il semble cependant que cette décision fut prise de façon précipitée. Dans tous les cas, les régions économiques ne survécurent pas longtemps à la chute du régime de Vichy et furent dissoutes en 1945.
En 1955 furent créées des régions de programme afin d'optimiser l'aménagement du territoire. Jean Vergeot, commissaire général adjoint au Plan, fut chargé d'en définir les contours. Parmi les 22 régions qu'il créa, il inclut la Loire-Atlantique dans celle des Pays de la Loire. Cette inclusion lui fut semble-t-il difficile à trancher, mais il se basa sur des considérations économiques (échanges téléphoniques, transports, etc.) pour réaliser un projet qui était à l'époque purement à usage interne de l'administration.

## Identité bretonne
La création des préfets de régions en 1964, des établissements publics régionaux en 1972 et des régions en 1982 entérinent ce découpage. Pendant cette même période, l'identité bretonne s'affirme et la position de la Loire-Atlantique dans les Pays de la Loire est de plus en plus contestée (le conseil général du département vote en 1972 son vœu d'être rattaché à la Bretagne, par exemple).
À l'heure actuelle, il semble qu'une majorité d'habitants de la Loire-Atlantique souhaite son rattachement à la région Bretagne (68 % selon un sondage en 1999, 75 % en 2001)[réf. souhaitée]. Les inscriptions 44 = BZH sont courantes et le sujet est un argument politique local.

## Sources